# 红花还阳参
红花还阳参（学名：Crepis lactea）是菊科还阳参属的植物，是中国的特有植物。分布于帕米尔以及中国大陆的西藏、新疆等地，生长于海拔4,000米至4,700米的地区，一般生于河滩砾石地、石下和石堆处，目前尚未由人工引种栽培。
种加名 lactea 意为“乳白的”。

## 异名
- Crepis minuta Kitamura